# Moftinu Mic
Moftinu Mic (węg. Kismajtény) – wieś w Rumunii, w okręgu Satu Mare, w gminie Moftin. W 2011 roku liczyła 1247 mieszkańców. 